# アーラン
アーラン（英語 erlang）は音声電話の分野で用いられる、通信トラヒック量に関する統計的な尺度であり、無次元数である。デンマークの電話技師であり、通信トラヒック工学や待ち行列理論の開祖である、アグナー・アーランの名にちなむ。

## 概要
トラヒックの計算において、1アーランは1つの資源を継続的に利用している（または2つの資源を50％の頻度で利用している、などの）状況を意味している。
例1
銀行に2台のATMが存在して、その両方が常に利用されている状態にあるならば、それは2アーランのトラヒックが存在していることを表している。
例2
1時間（60分）に、2分間の電話対応が1000回ある場合、以下のようになる。
{\displaystyle {\frac {1000\cdot 2\,\mathrm {min} }{60\,\mathrm {min} }}=33{\frac {1}{3}}\,\mathrm {Erl} }
アーランで表されるトラヒックは、システムの資源に過不足が無いかどうかを決定するために用いられる。T1回線やE1回線においては、長時間に渡って計測されたトラヒックを用いて、ピーク時間においてどれだけの音声回線が利用されているかを決定するのに用いられる。例えば、ある任意の時間帯において24チャネル中の12チャネルしか使われていないのならば、残りの12チャネルをデータ回線に用いることが可能になる。
また、アーランで表されたトラヒックは、GOS（Grade of Service）やQoS（Quality of Service）に関する値を計算するためにも用いられる。
アーランに関する公式には、アーランB式、拡張アーランB式、アーランC式やエングセットの公式など様々なものがある。

## アーランB式
アーランB式は、呼損系（損失系、即時系、ロスシステムとも呼ばれる）におけるブロック確率を求めるために用いられる。
呼損系において資源の利用要求が発生した際に、システム側が要求をすぐに受け入れられない場合、その要求は中止（ブロック）されたことになる。
このようなシステムでは、要求が待ち行列に並ぶことはない。
アーランB式では、ブロックされたトラヒックはすぐに抹消されると仮定している。
アーランB式は以下の漸化式で与えられる。
{\displaystyle Eb(0,t)=1\,}
{\displaystyle Eb(r,t)={{tEb(r-1,t)} \over {r+tEb(r-1,t)}}}
ここで、r は資源の数（窓口数や回線数など）、t はアーランで表された要求トラヒック量を表し、Ebは与えられた r および t に対するブロック確率（呼損率）である。
アーランB式は呼損系のために作られた式であり、トラヒックを溜めておかないというリアルタイム性を持つ固定電話や携帯電話に対して適用可能である。

## 拡張アーランB式
拡張アーランB式はほとんどアーランB式と同じであるが、ブロックされたトラヒックのうち一定割合が再度要求を発する可能性があるという仮定を加えている。

## アーランC式
アーランC式は、要求トラヒックが待ち行列に並ぶ確率を計算するものである。この式は、ブロックされた要求が消失せず、受け付けられるまでシステム内で待ち続けるという仮定をおいている。この式はコールセンターの人員配置問題などに適用可能である。というのも、コールセンターにかかってきた通話がすぐに処理されない場合、その通話は待ち行列に並ぶことになるからである。この式を用いることで、コールセンターに受付や顧客サービス担当者が何人必要かといった計算が可能になる。以下がアーランC式である。
{\displaystyle P(>0)={{{\frac {A^{N}}{N!}}{\frac {N}{N-A}}} \over \sum _{x=0}^{N-1}{\frac {A^{x}}{x!}}+{\frac {A^{N}}{N!}}{\frac {N}{N-A}}}}
ここで A はアーランで表された要求トラヒック量、N は窓口（オペレータ）の数、P(>0) は受付開始までの遅延が0より大きい確率（待ち確率）である。
アーランC式はいわゆる待時系の待ち行列システムを想定しているため、非リアルタイム性を持つインターネットのようなパケット交換網に適用可能である。パケット伝送においては一般に遅延が認められるため、ルータなどにバッファを設けることができる。バッファはデータトラヒックを一定期間溜めておくことで、損失を避ける。

## エングセットの公式
エングセットの公式（ノルウェーの電話技師トーレ・エングセットにちなむ）では、アーラン式が無限大の要求発生源を仮定していたのに対して、いわゆる有限呼源（要求を受け付けている間は新たな要求の発生源が減少するため、トラヒックが減少するようなモデル）を仮定している。